# Her de Vries
Her de Vries (Amsterdam, 1 december 1930 - Alkmaar, 16 mei 2021) was een Nederlandse surrealistische kunstenaar en de oprichter van het "Bureau de Reserches Surréalistes en Hollandes", een centrum voor het ontplooien en stimuleren van surrealistische activiteiten in Nederland. In Parijs heeft Her de Vries rond 1960 "de paus van het surrealisme" André Breton ontmoet. Rond die tijd heeft hij de kunstschilder Joop Moesman in contact gebracht met Breton. Her de Vries organiseerde verschillende surrealistische tentoonstellingen en maakte zelf ook surrealistische kunstwerken. Her de Vries maakt in de jaren tachtig deel uit van de informele groep van surrealisten die eind jaren 1980 maandelijks in Amsterdam bijeenkwamen. Hij is in 1994 door Jacoba Haas geschilderd in haar groepsportret van surrealistische kunstenaars Het Laatste Avondmaal.